# 강화고인돌체육관
강화고인돌체육관(江華고인돌體育館)은 대한민국 인천광역시에 위치한 체육관이다. 2014년 아시안 게임 당시 태권도, 우슈 종목 등 많은 국제 경기가 개최되었다. 경기 외에도 체육행사, 공연 및 문화행사가 열린다.